# Bazar aux épices
Le Bazar aux épices ou Marché aux épices, appelé également Marché égyptien (en turc : Mısır Çarşısı) est un marché couvert situé dans le quartier d'Eminönü dans le district de Fatih à Istanbul. Après le Grand Bazar, c'est le deuxième marché couvert d'Istanbul.

## Description
La structure a été conçue par l’architecte de la cour Koca Kasım Ağa, mais les travaux de construction ont commencé sous la supervision d’un autre architecte de la cour, Mustafa Ağa, dans les derniers mois de 1660.
Le bazar était (et est toujours) le centre du commerce des épices à Istanbul, mais ces dernières années, des magasins d’autres types remplacent progressivement les vendeurs d’épices.
Le Bazar aux épices compte un total de 85 magasins vendant des épices, des délices turcs et d’autres friandises, des bijoux, des souvenirs, des fruits secs et des noix.

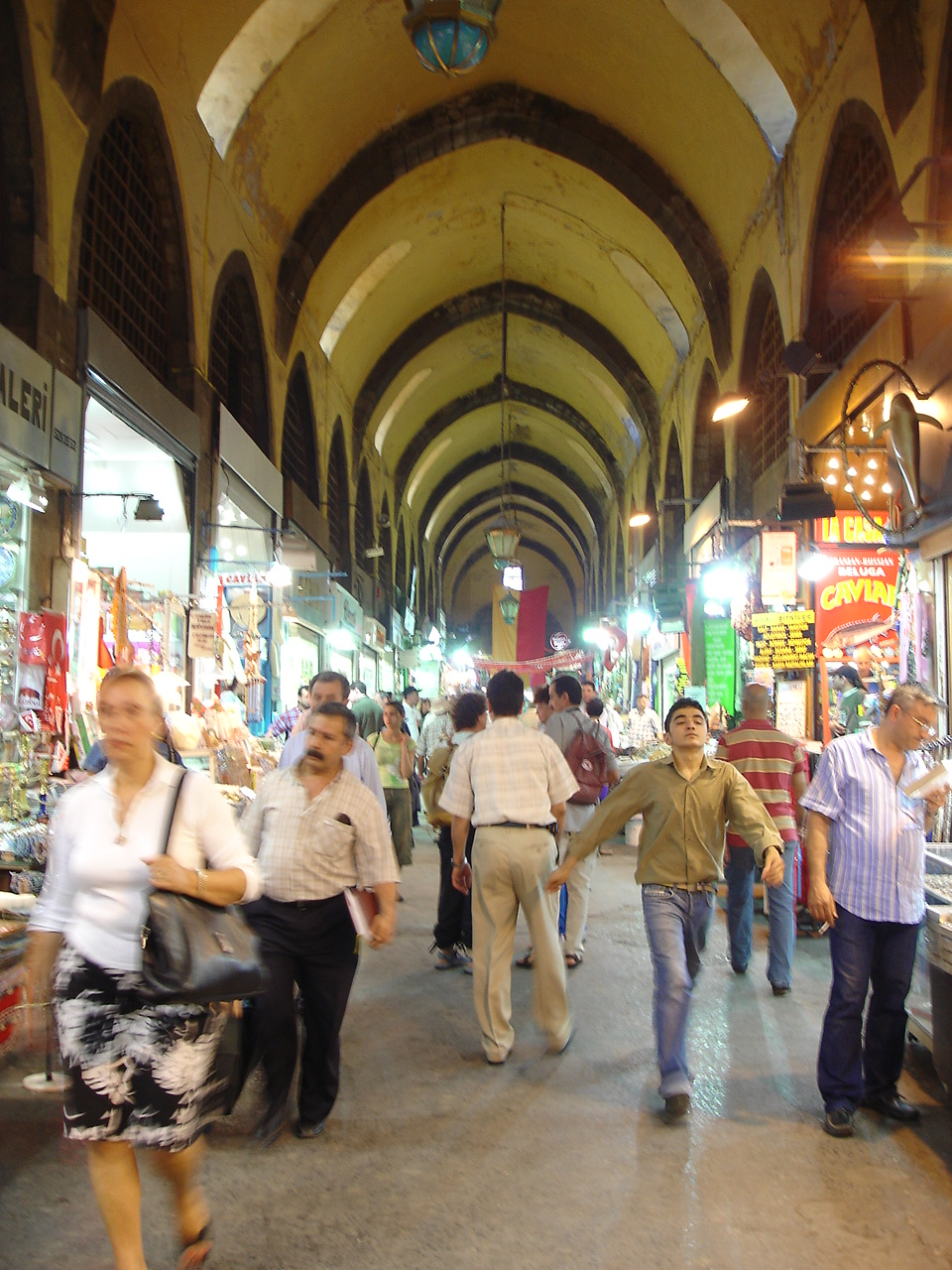
Bazar aux épices d'Istanbul

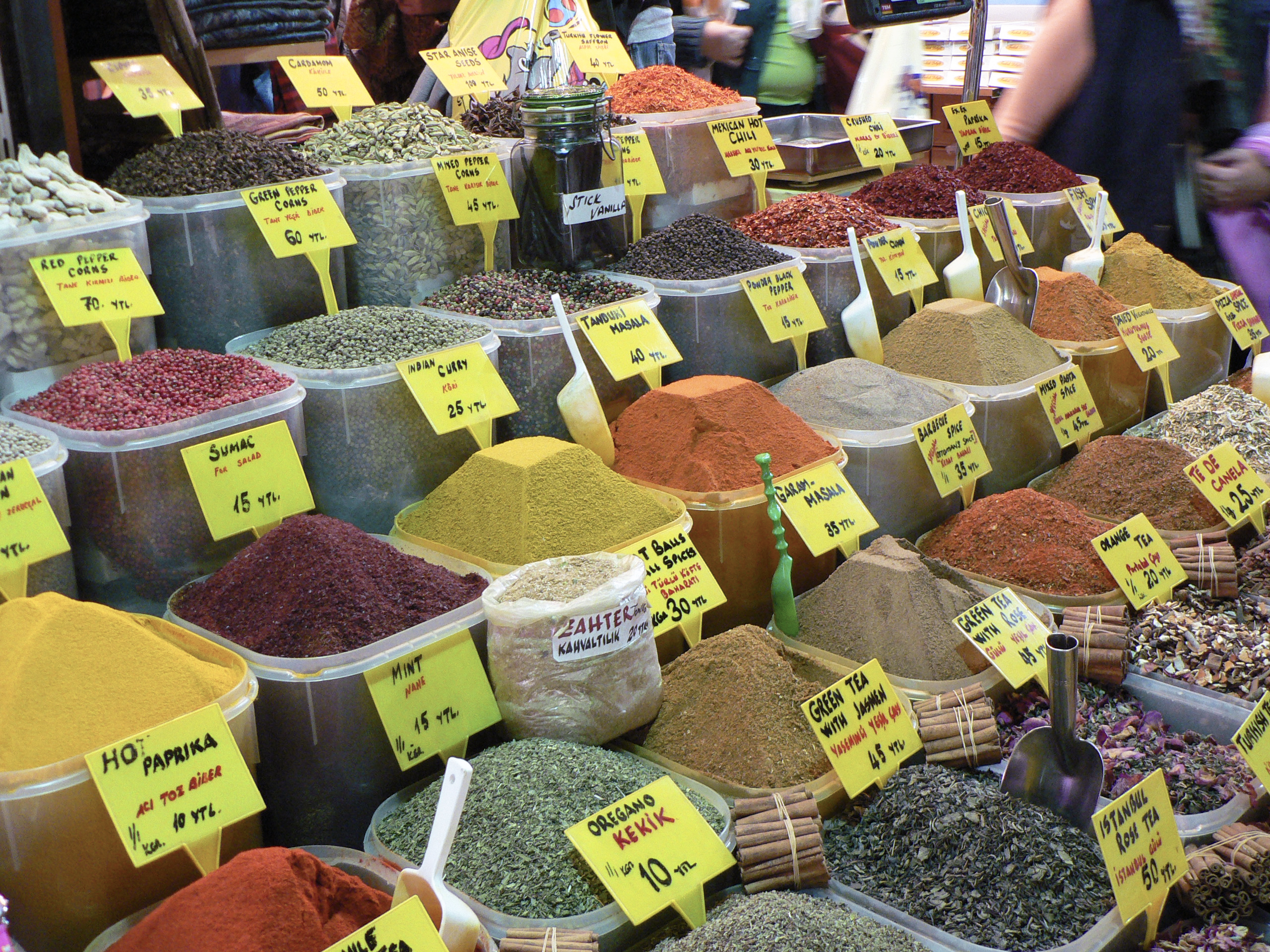
Étal d'un magasin d'épices